# Гюльтебрук
Гюльтебрук (швед. Hyltebruk) — містечко (tätort, міське поселення) у центральній Швеції в лені Галланд. Адміністративний центр комуни Гюльте.

## Географія
Містечко знаходиться у східній частині лена Галланд за 440 км на південний захід від Стокгольма.

## Історія
Місто виросло навколо паперової фабрики, що належить компанії Hylte Bruks AB, яка почала свою діяльність в 1907 році. У 1909 році була збудована залізниця, що з'єднала його з Турупом на лінії Гальмстад-Несше. Тепер паперова фабрика нараховує близько 1000 співробітників і є одним з найбільших виробників газетного паперу у світі.
У XX столітті місто було популярним завдяки сільськогосподарському виробництву, яке призвело до збільшення туристичних об'єктів, а також відкрило кілька різних готелів у своїх регіонах, щоб залучити більше туристів у весняний та літній сезони.

## Населення
Населення становить 4 141 мешканців (2018).

## Спорт
У поселенні базується футбольний клуб Гюльтебрукс ІФ, волейбольний «Гюльте» ВБК та інші спортивні організації.

## Галерея

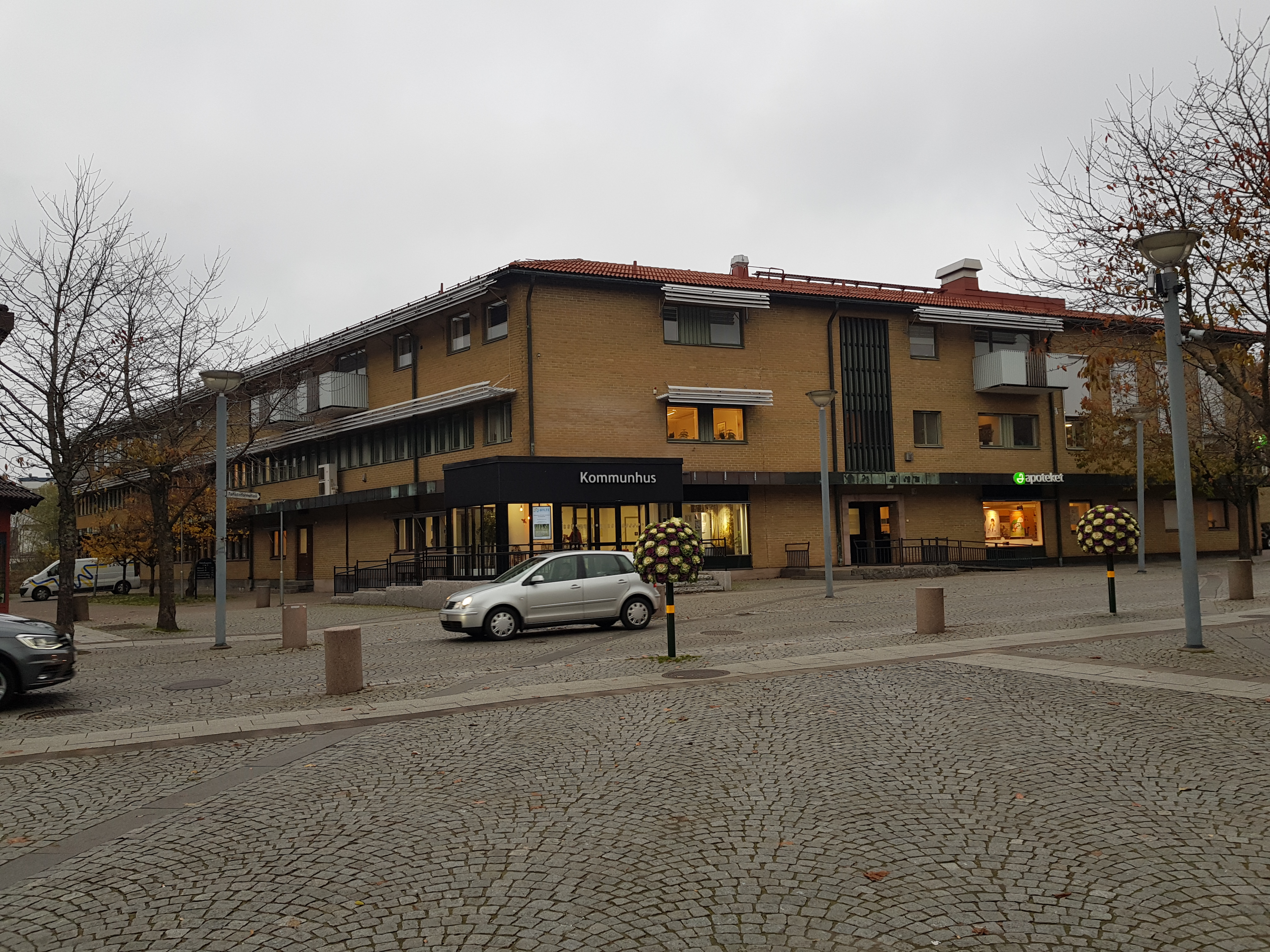
Управа комуни
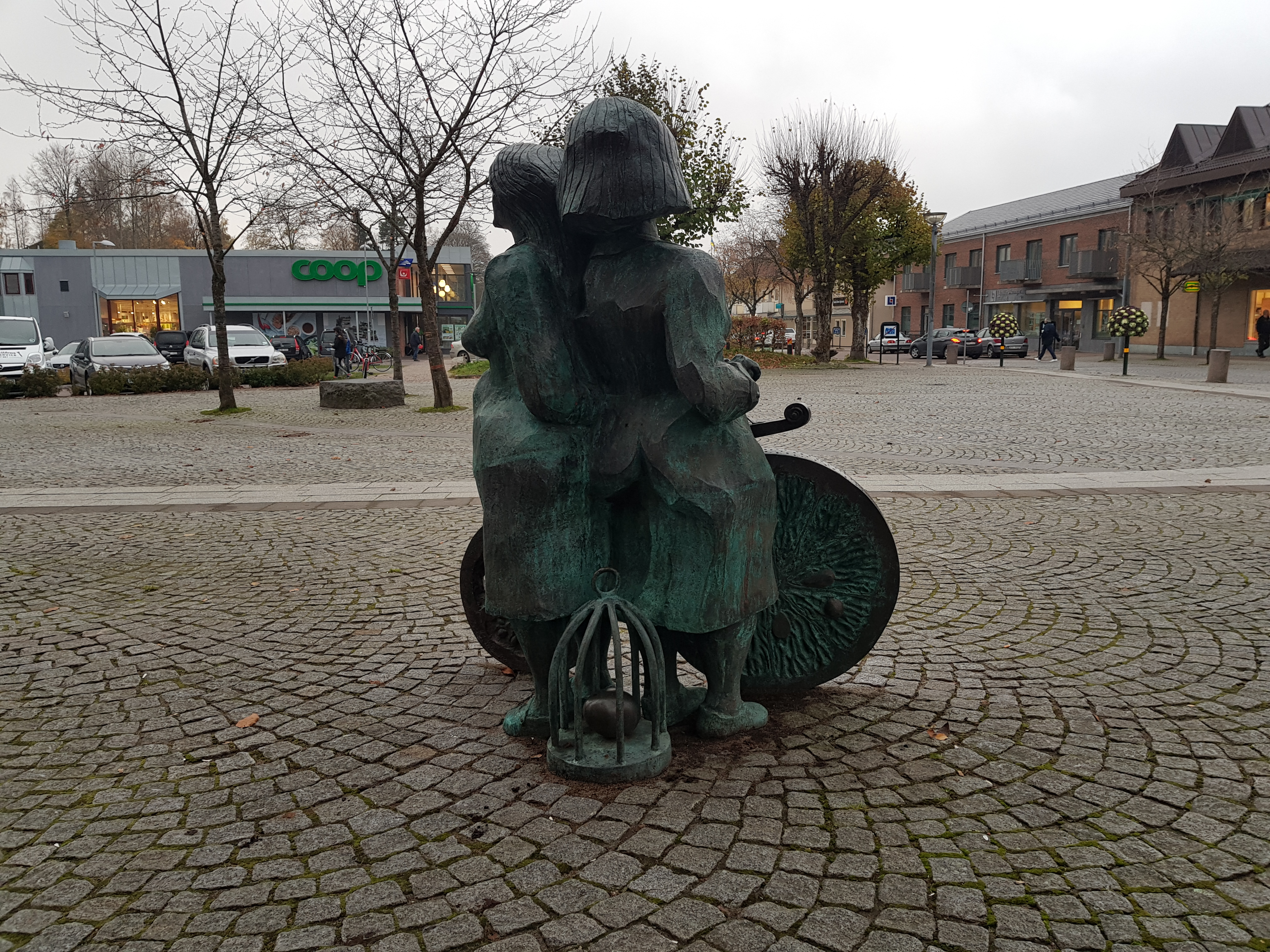
У центрі міста
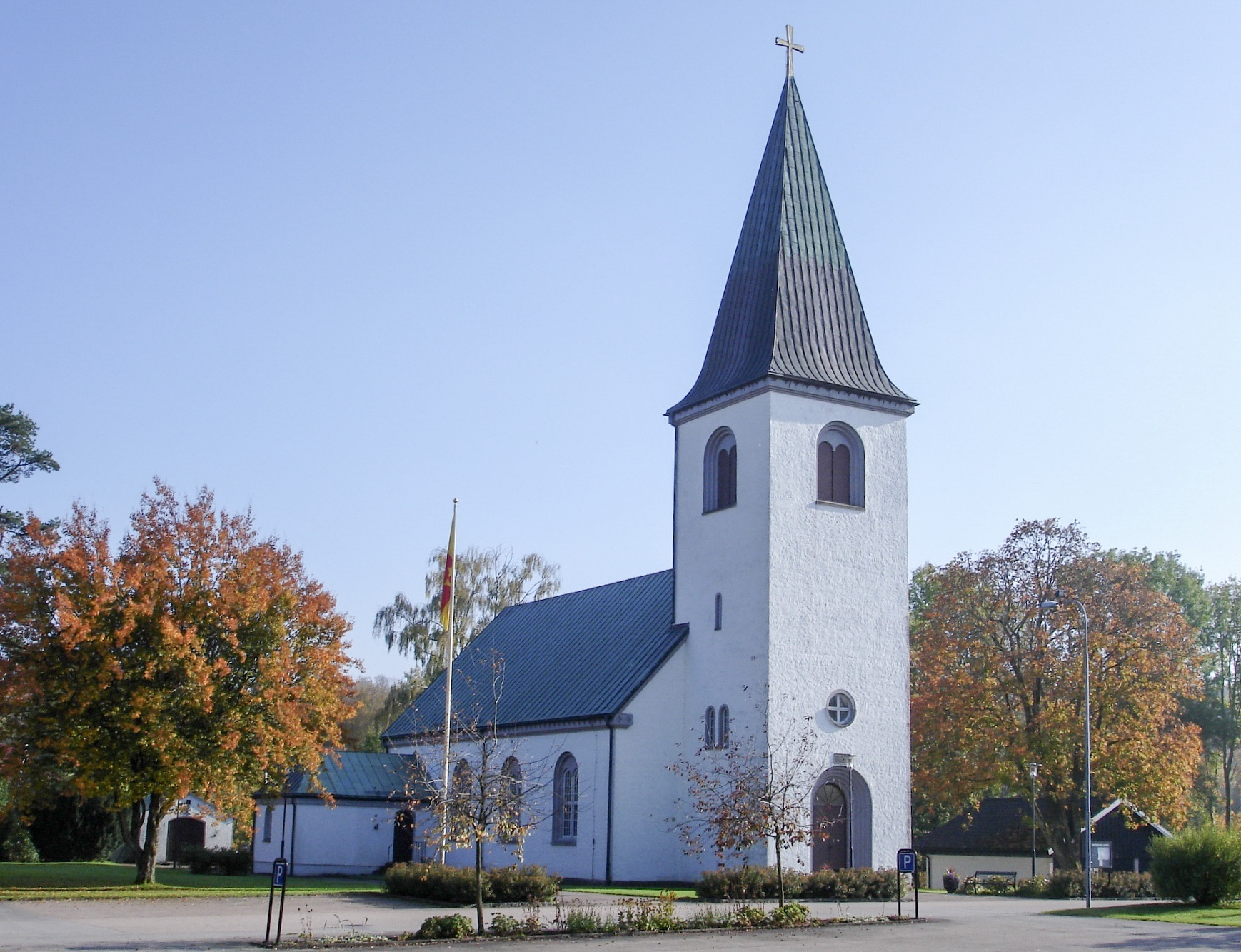
Церква
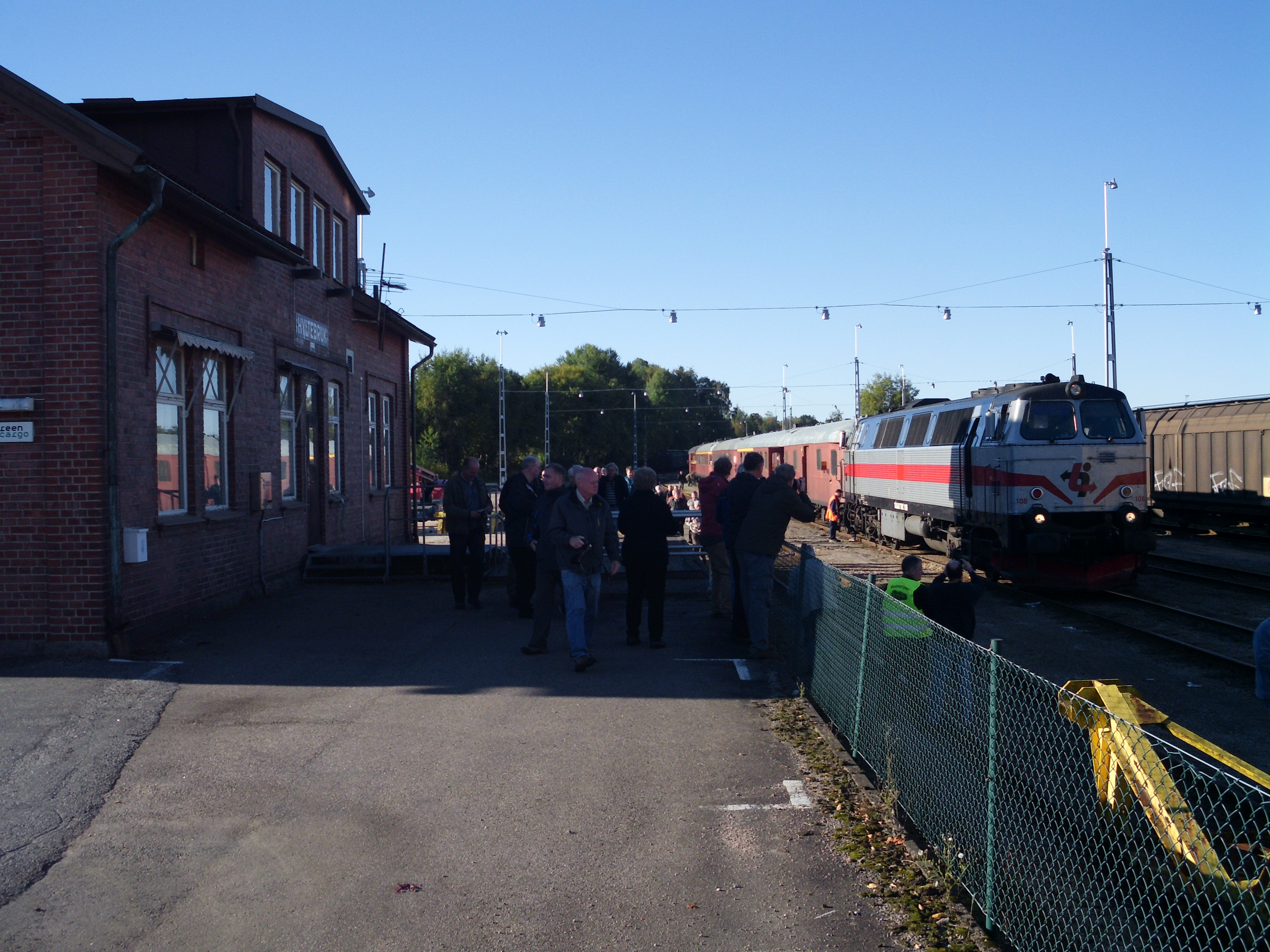
Залізнична станція

## Покликання
- Сайт комуни Гюльте [Архівовано 26 грудня 2008 у Wayback Machine.]